# Средња школа „22. октобар” Жабаљ
Средња школа „22. октобар“ налази се у Општини Жабаљ. Има око 650 ђака и 70 запослених. Почела је са радом 1976. године. У почетку је била смештена на месту основне школе, а од 1984. године има сопствене локације. 
Позната је по освајању првог места на такмичењима из разних предмета и више пута освојеном првом месту у квизу „Колико се познајемо“ (РТ Војводина). Од школске 1992/93 ради само у преподневној смени.
Школа образује ученике следећих профила: 
- гимназија — општи тип
- економски техничар
- машински техничар за компјутерско конструисање
- кувар
- механичар грејне и расхладне технике
- ауто-механичар
- туристички техничар

Постоје и разне секције међу којима су:
- драмска
- рецитаторска
- новинарска